# Garner (Carolina del Norte)
Garner es un pueblo ubicado en el Condado de Wake, en el estado estadounidense de Carolina del Norte. Según las estimaciones del año 2008 tenía una población de 27.138 habitantes y una densidad poblacional de 534.8 personas por km².

## Geografía
Garner se encuentra ubicado en las coordenadas 35°41′54″N 78°37′22″O / 35.69833, -78.62278.

## Demografía
Según la Oficina del Censo en 2000 los ingresos medios por hogar en la localidad eran de $47.380, y los ingresos medios por familia eran $58.302. Los hombres tenían unos ingresos medios de $37.359 frente a los $29.805 para las mujeres. La renta per cápita para la localidad era de $22.433. Alrededor del 4.9% de las familias y del 6.8% de la población estaban por debajo del umbral de pobreza.